# Carine Olive Yabit
D'abord connue sous la signature de Carine Olive Nkodo Dang, Carine Olive Yabit est une journaliste camerounaise née le 16 avril 1976 à Yaoundé et décédée le 23 mai 2024 à Clamart,,. Elle est connue pour avoir assuré la présentation du journal télévisé, le 20H30, à la CRTV (Cameroun Radio and Television).

## Biographie

### Études
Carine Olive Yabit fait ses études secondaires au lycée de Mballa 2 à Yaoundé. En 2001, elle va en France poursuivre ses études en journalisme à l'Institut de Journalisme Bordeaux Aquitaine, d'où elle sort diplomée en 2004.

### Parcours professionnel

#### Débuts
Après trois années d'études en France, elle rentre au Cameroun et intègre la télévision nationale, la CRTV, en tant que première journaliste reporter d'image. Son sens de la rédaction lui fait une renommée en tant que reporter des faits de société, d'où à cette époque son surnom de "inspecteur Derrick".

#### Journaux télévisés
Plus tard, Carine Olive Yabit débute dans la présentation des journaux télévisés à la CRTV. C'est d'abord le journal des régions, le 18H, puis le journal de la mi-journée, le 12H. En 2016, elle démarre la présentation du 15H; cette édition d'informations d'après-midi est interrompue avec le lancement de CRTV News. En 2018, elle fait son entrée au 20H30, édition qu'elle présente pendant quatre ans. 
Outre la présentation des journaux télévisés, elle est chef service du proofreading à la CRTV chargée de relire et réécrire les articles. Elle assume par ailleurs des fonctions de chef de service société. En octobre 2022, elle est promue au grade de grand reporter,,.

### Décès
À la suite d'un diagnostic de cancer, elle lutte longtemps contre la maladie. Elle est évacuée en France pour un suivi médical. Elle décède le 23 mai 2024, au petit matin, à l'Hôpital Antoine-Beclère de Paris.
Les obsèques se tiennent à Banka, dans la région de l'Ouest-Cameroun où elle est ensuite inhumée.

### Vie privée
Carine Olive Yabit est l'épouse de Nguemeni.